# Beaver Falls (Pensylvánie)
Beaver Falls je město v okresu Beaver County ve státě Pensylvánie ve Spojených státech amerických. K roku 2010 zde žilo 8 987 obyvatel. S celkovou rozlohou 6 km² byla hustota zalidnění 1 807,6 obyvatel na km².